# Leichtathletik-Weltmeisterschaften 2017/Teilnehmer (Japan)
| Gelbes Symbol für Goldmedaillen mit stilisierten Olympischen Ringen | Graues Symbol für Silbermedaillen mit stilisierten Olympischen Ringen | Braundes Symbol für Bronzemedaillen mit stilisierten Olympischen Ringen |
| ------------------------------------------------------------------- | --------------------------------------------------------------------- | ----------------------------------------------------------------------- |
| —                                                                   | 1                                                                     | 2                                                                       |

Von Japan wurden 13 Athletinnen und 34 Athleten für die Weltmeisterschaften in London nominiert.

## Ergebnisse

### Frauen

#### Laufdisziplinen
| Athletin       | Disziplin    | Vorlauf         | Vorlauf | Halbfinale         | Halbfinale         | Finale             | Finale             |
| Athletin       | Disziplin    | Zeit            | Platz   | Zeit               | Platz              | Zeit               | Platz              |
| -------------- | ------------ | --------------- | ------- | ------------------ | ------------------ | ------------------ | ------------------ |
| Rina Nabeshima | 5000 m       | 15:11,83 min PB | 18      | nicht qualifiziert | nicht qualifiziert | nicht qualifiziert | nicht qualifiziert |
| Ayuko Suzuki   | 5000 m       | 15:24,86 min    | 26      | nicht qualifiziert | nicht qualifiziert | nicht qualifiziert | nicht qualifiziert |
| Mizuki Matsuda | 10.000 m     |                 |         |                    |                    | 31:59,54 min       | 19                 |
| Ayuko Suzuki   | 10.000 m     |                 |         |                    |                    | 31:27,30 min SB    | 10                 |
| Miyuki Uehara  | 10.000 m     |                 |         |                    |                    | 32:31,58 min       | 24                 |
| Ayako Kimura   | 100 m Hürden | 13,15 s         | 27      | 13,29 s            | 23                 | nicht qualifiziert | nicht qualifiziert |
| Hitomi Shimura | 100 m Hürden | 13,29 s         | 31      | nicht qualifiziert | nicht qualifiziert | nicht qualifiziert | nicht qualifiziert |
| Kumiko Okada   | 20 km Gehen  |                 |         |                    |                    | 1:31:19 h          | 18                 |
| Yuka Andō      | Marathon     |                 |         |                    |                    | 2:31:31 h          | 17                 |
| Mao Kiyota     | Marathon     |                 |         |                    |                    | 2:30:36 h          | 16                 |
| Risa Shigetomo | Marathon     |                 |         |                    |                    | 2:36:03 h          | 27                 |

#### Sprung/Wurf
| Athletin       | Disziplin | Qualifikation | Qualifikation | Finale             | Finale             |
| Athletin       | Disziplin | Weite/Höhe    | Platz         | Weite/Höhe         | Platz              |
| -------------- | --------- | ------------- | ------------- | ------------------ | ------------------ |
| Yuki Ebihara   | Speerwurf | 57,51 m       | 24            | nicht qualifiziert | nicht qualifiziert |
| Risa Miyashita | Speerwurf | 53,83 m       | 29            | nicht qualifiziert | nicht qualifiziert |
| Marina Saitō   | Speerwurf | 60,86 m       | 16            | nicht qualifiziert | nicht qualifiziert |

### Männer

#### Laufdisziplinen
| Athlet                                                                                                | Disziplin        | Vorlauf     | Vorlauf | Halbfinale         | Halbfinale         | Finale             | Finale             |
| Athlet                                                                                                | Disziplin        | Zeit        | Platz   | Zeit               | Platz              | Zeit               | Platz              |
| --- | ---------------- | ----------- | ------- | ------------------ | ------------------ | ------------------ | ------------------ |
| Asuka Cambridge                                                                                       | 100 m            | 10,21 s     | 20      | 10,25 s            | 16                 | nicht qualifiziert | nicht qualifiziert |
| Abdul Hakim Sani Brown                                                                                | 100 m            | 10,05 s PB  | 6       | 10,28 s            | 19                 | nicht qualifiziert | nicht qualifiziert |
| Shūhei Tada                                                                                           | 100 m            | 10,19 s     | 17      | 10,26 s            | 17                 | nicht qualifiziert | nicht qualifiziert |
| Shōta Iizuka                                                                                          | 200 m            | 20,58 s     | 23      | 20,62 s            | 16                 | nicht qualifiziert | nicht qualifiziert |
| Abdul Hakim Sani Brown                                                                                | 200 m            | 20,52 s     | 18      | 20,43 s            | 10                 | 20,63 s            | 7                  |
| Takamasa Kitagawa                                                                                     | 400 m            | 47,35 s     | 45      | nicht qualifiziert | nicht qualifiziert | nicht qualifiziert | nicht qualifiziert |
| Hironori Tsuetaki                                                                                     | 3000 m Hindernis | 8:45,81 min | 38      |                    |                    | nicht qualifiziert | nicht qualifiziert |
| Genta Masuno                                                                                          | 110 m Hürden     | 13,573 s    | 25      | 13,784 s           | 20                 | nicht qualifiziert | nicht qualifiziert |
| Hideki Omuro                                                                                          | 110 m Hürden     | 13,771 s    | 34      | nicht qualifiziert | nicht qualifiziert | nicht qualifiziert | nicht qualifiziert |
| Shunya Takayama                                                                                       | 110 m Hürden     | 13,65 s     | 32      | nicht qualifiziert | nicht qualifiziert | nicht qualifiziert | nicht qualifiziert |
| Takatoshi Abe                                                                                         | 400 m Hürden     | 49,65 s     | 14      | 49,929 s           | 14                 | nicht qualifiziert | nicht qualifiziert |
| Yūsuke Ishida                                                                                         | 400 m Hürden     | 50,35 s     | 28      | nicht qualifiziert | nicht qualifiziert |                    |                    |
| Ryo Kajiki                                                                                            | 400 m Hürden     | 51,36 s     | 31      | nicht qualifiziert | nicht qualifiziert | nicht qualifiziert | nicht qualifiziert |
| Isamu Fujisawa                                                                                        | 20 km Gehen      |             |         |                    |                    | 1:20:04 h          | 11                 |
| Daisuke Matsunaga                                                                                     | 20 km Gehen      |             |         |                    |                    | 1:23:39 h          | 38                 |
| Eiki Takahashi                                                                                        | 20 km Gehen      |             |         |                    |                    | 1:20:36 h          | 14                 |
| Hirooki Arai                                                                                          | 50 km Gehen      |             |         |                    |                    | 3:41:17 h SB       | Silber             |
| Kai Kobayashi                                                                                         | 50 km Gehen      |             |         |                    |                    | 3:41:19 h PB       | Bronze             |
| Satoshi Maruo                                                                                         | 50 km Gehen      |             |         |                    |                    | 3:43:03 h PB       | 5                  |
| Hiroto Inoue                                                                                          | Marathon         |             |         |                    |                    | 2:16:54 h          | 26                 |
| Yūki Kawauchi                                                                                         | Marathon         |             |         |                    |                    | 2:12:19 h          | 9                  |
| Kentarō Nakamoto                                                                                      | Marathon         |             |         |                    |                    | 2:12:41 h          | 10                 |
| Shūhei Tada Shōta Iizuka Yoshihide Kiryū Asuka Cambridge nur im Vorlauf Kenji Fujimitsu nur im Finale | 4 × 100 m        | 38,21 s SB  | 6       |                    |                    | 38,04 s SB         | Bronze             |
| Kentarō Satō Yūzō Kanemaru Kazushi Kimura Kosuke Horii                                                | 4 × 400 m        | 3:07,29 min | 15      |                    |                    | nicht qualifiziert | nicht qualifiziert |

#### Sprung/Wurf
| Athlet         | Disziplin      | Qualifikation | Qualifikation | Finale             | Finale             |
| Athlet         | Disziplin      | Weite/Höhe    | Platz         | Weite/Höhe         | Platz              |
| -------------- | -------------- | ------------- | ------------- | ------------------ | ------------------ |
| Takashi Etō    | Hochsprung     | 2,22 m        | 22            | nicht qualifiziert | nicht qualifiziert |
| Hiroki Ogita   | Stabhochsprung | 5,45 m        | 18            | nicht qualifiziert | nicht qualifiziert |
| Seito Yamamoto | Stabhochsprung | 5,30 m        | 26            | nicht qualifiziert | nicht qualifiziert |
| Ryōma Yamamoto | Dreisprung     | 16,01 m       | 29            | nicht qualifiziert | nicht qualifiziert |
| Ryōhei Arai    | Speerwurf      | 77,38 m       | 23            | nicht qualifiziert | nicht qualifiziert |

#### Zehnkampf
| Athlet           | Disziplin | 100 m   | Weitsprung | Kugelstoßen | Hochsprung | 400 m      | 110 m Hürden | Diskuswurf | Stabhochsprung | Speerwurf  | 1500 m      | Punkte | Platz |
| ---------------- | --------- | ------- | ---------- | ----------- | ---------- | ---------- | ------------ | ---------- | -------------- | ---------- | ----------- | ------ | ----- |
| Akihiko Nakamura | Ergebnis  | 11,06 s | 7,28 m     | 11,37 m     | 1,96 m SB  | 48,98 s    | 14,43 s      | 33,65 m    | 4,70 m         | 54,22 m SB | 4:22,62 min | 7646   | 19    |
| Akihiko Nakamura | Punkte    | 847     | 881        | 568         | 767        | 862        | 920          | 537        | 819            | 651        | 794         | 7646   | 19    |
| Keisuke Ushiro   | Ergebnis  | 11,53 s | 6,64 m     | 13,43 m     | 1,96 m SB  | 51,43 s SB | 15,35 s      | 47,64 m SB | 4,60 m         | 63,28 m    | 4:51,90 min | 7498   | 20    |
| Keisuke Ushiro   | Punkte    | 746     | 729        | 693         | 767        | 750        | 808          | 821        | 790            | 787        | 607         | 7498   | 20    |